# Romain Zaleski

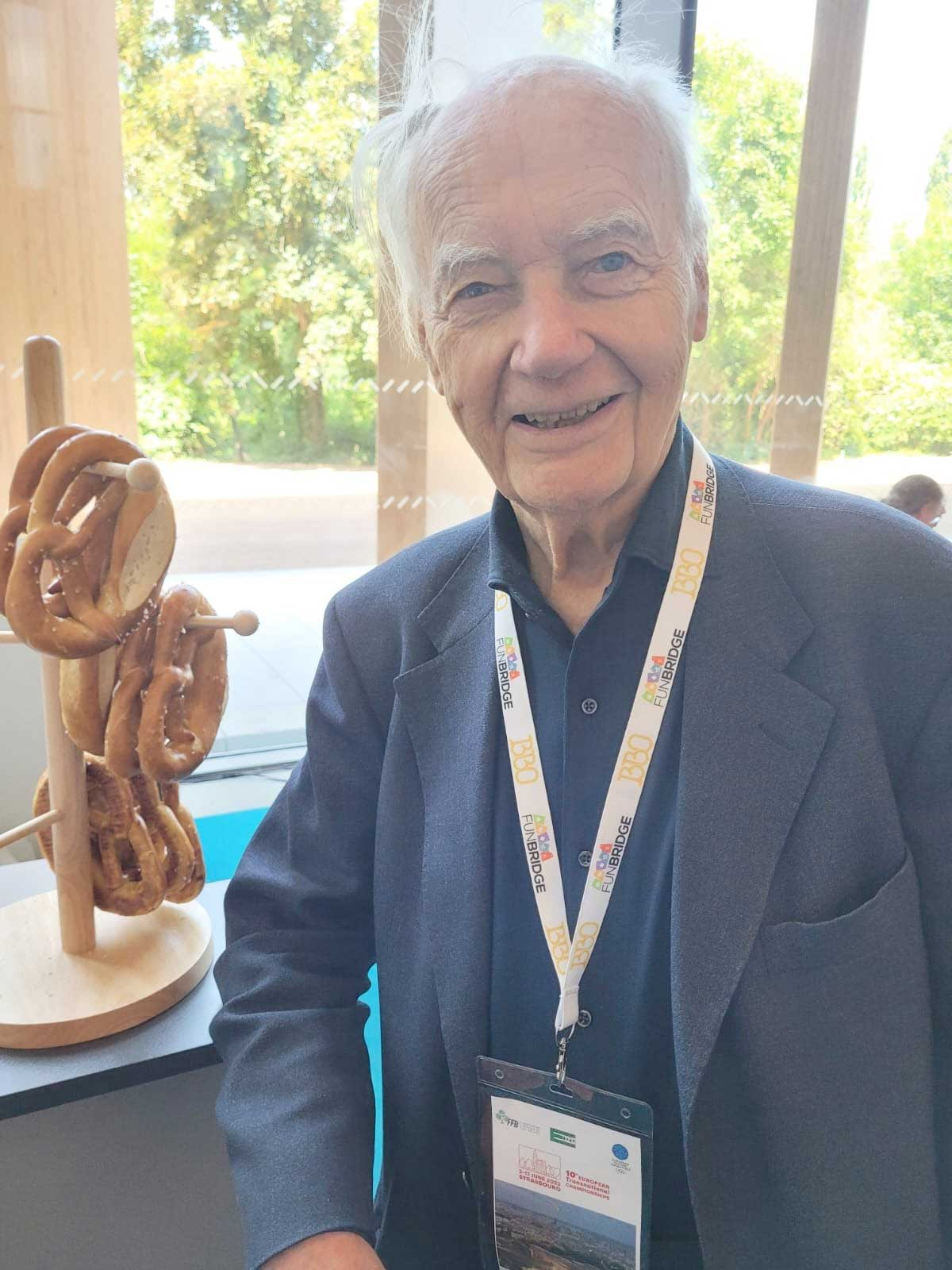
Romain Zaleski, 2023

Romain Zaleski (* 7. Februar 1933 in Paris) ist ein französischer Unternehmer polnischer Herkunft.

## Leben
Zaleski besuchte das Pariser Traditionsgymnasium Lycée Janson de Sailly und studierte an der École polytechnique. 1958 machte er seinen Abschluss an der École nationale supérieure des mines de Paris (heute Mines ParisTech). Nach seinem Studium war er als Berater für den französischen Industrieminister tätig. Er wechselte in die Privatwirtschaft und sanierte das italienische Stahlunternehmen Carlo Tassara. Seit 1995 investierte er in Beteiligungen an europäischen Stahlkonzernen. Nach Angaben des US-amerikanischen Forbes Magazine gehört Zaleski zu den reichsten Franzosen. Er hält unter anderem eine Beteiligung an dem Rohstoffunternehmen Eramet.
Zaleski ist verheiratet und hat drei Kinder.